# JoWooD Entertainment
 JoWooD Entertainment (ранее JoWooD Productions Software AG) — австрийский издатель и разработчик игровой продукции. Основана в 1995 году. Компания стала известна благодаря изданию в 1998 году игры Industry Giant. Определённое время являлась одним из крупнейших издателей игр в Западной Европе. В 2011 году была объявлена банкротом.

## История
14 августа 2003 года на аукционе интеллектуальной собственности закрывшейся 3DO JoWooD Productions приобрела бренд Jacked за 90 тысяч долларов США.
7 января 2011 года JoWood подала заявление о банкротстве и анонсировала процедуру реорганизации, однако переговоры с потенциальными инвесторами закончились неудачей, и компания была вынуждена закрыться. В июне 2011 все активы JoWooD Entertainment, включая подразделение Quantic Lab, были приобретены Nordic Games, компания официально перестала существовать.

## Разработанные игры
- Industry Giant (1998)
- Industry Giant II (2002)
- Industry Giant 2: 1980—2020 (дополнение, 2002)
- Industry Giant 2 Gold
- Railroad Pioneer (2003)
- Как достать соседа (2003)
- Как достать соседа 2: Адские каникулы (2004)

## Изданные игры
- Panzer Elite (1999)
  - Panzer Elite: Special Edition (2002)
- FrontierLand (1999)[6]
- The Nations (2000)
- Alien Nations Mission Pack (2000)
- Gorasul: The Legacy of the Dragon (2001)
- Jack Orlando: Director's Cut (2001)
- Keep the Balance! (2001)
- King of the Road 2 (2001)
- Thandor: The Invasion (2001)
- Rally Trophy (2001)
- The Nations (2001)
- The Secrets of Happy Hippo Island (2001, для портативной консоли Game Boy Color)
- The Sting! (2001)
- World War III: Black Gold (2001)
- Zax - The Alien Hunter (2001)
- Архангел (ориг. Archangel, 2002)
- Pusher (2002)
- Soccer Manager Pro (2002)
- Soldiers of Anarchy (2002)
- Michael Schumacher Racing World Kart 2002 (2002)
- Как достать соседа (2002)
- Hotel Giant (2002)
  - Hotel Giant 2 (2008)
- 1914: The Great War (2002)
- Arx Fatalis (2002)
- Beam Breakers (2002)
- Cultures 2: The Gates of Asgard (2002)
- Europa 1400: The Guild (2002)
- Far West (2002)
- Как достать соседа 2: Адские каникулы (2003)
- Aquanox 2: Revelation (2003)
- AquaMark 3 (2003), бенчмарк
- Chaser: Вспомнить всё (2003)
- Cold Zero: The Last Stand (2003)
- Gothic II (2003)
  - Gothic II: Ночь Ворона (2004)
- Itch! (2003)
- K.Hawk - Survival Instinct (2003)
- Wildlife Park (2003)
  - Wildlife Park: Wild Creatures (2004)
- Операция Silent Storm (2003)
  - Операция Silent Storm: Часовые (2004)
- Yetisports Deluxe (2004)
- Transport Giant (2004)
- Gorky Zero: Beyond Honor (ориг. Gorky Zero: Beyond Honor, 2004)
- Ice Hockey Club Manager 2005 (2004)
- Against Rome (2004)
- Future Tactics: The Uprising (2004)
- Railroad Pioneer (2004)
- Soldner: Secret Wars (2004)
  - Soldner: Marine Corps (2005)
- SpellForce: The Order of Dawn (2004)
- KAO the Kangaroo: Round 2 (2005)
- Ski Racing 2005 (2005)
- Ski Racing 2006 (2005)
- SpellForce: Breath of Winter (2005)
- SpellForce: Shadows of Phoenix (2005)
- Yetisports Arctic Adventure (2005)
- Transport Giant: Down Under (2005)
- Wildlife Park 2 (2006)
- Alpine Ski Racing 2007 (2006)
- Gothic 3 (2006)
  - Gothic 3: Forsaken Gods (2008)
- Panzer Elite Action: Fields of Glory (2006)
  - Panzer Elite Action: Dunes of War (2007)
- The Mark (2006)
- The Guild 2 (2006)
  - The Guild 2: Expansion (2007)
- SpellForce 2: Shadow Wars (2006)
  - SpellForce 2: Dragon Storm (2007)
- Soldner 2 (2007)
- Robert D. Anderson and the Legacy of Cthulhu (2007)
- Peacebreakers (2007)
- Aquadelic GT (разработчик: Hammerware) (2007)
- Freak Out: Extreme Freeride (2007)
- Золотая Орда (2008)
- Arcania: Gothic 4 (2010)
- Painkiller: Redemption (2011)